# オリアンティ・パナガリス
オリアンティ・パナガリス（Orianthi Panagaris、1985年1月22日 - ）は、オーストラリア・アデレード出身のロックミュージシャン・ギタリスト。オリアンティ（Orianthi）の名義で歌手活動も行っている。
マイケル・ジャクソンの復帰コンサートとなる予定であった「THIS IS IT」にリードギタリストとして参加したことをきっかけで、知名度を上げる。身長160cm。

## 経歴
オリアンティはオーストラリアのアデレードで、ギリシャ人の血を引く一家に生まれた。父の影響を受け6歳からアコースティックギターをはじめ、11歳でエレクトリックギターを手にした。そして、作曲と演奏に専念するため15歳のときに学校をやめた。
14歳の時からイングランドとフランスでいくつかの親しいバンドとセッションしてきたが、15歳の時からスティーヴ・ヴァイのサポート・アクトとして本格的なキャリアをスタートさせ、18歳にしてカルロス・サンタナとの共演を果たした。2006年にゲフィン・レコードと契約し、2008年にはサイモン・フラー（Simon Fuller）率いる19エンタテインメントからマネージメントを受けることになった。現在はロサンゼルス在住である。
これまでに、プリンスとの共演、エリック・クラプトンが主催したクロスロード・ギター・フェスティバル（Crossroads Guitar Festival）への参加などの実績を積み重ね、「12人の偉大な女性エレキギタリスト」の1人に名を連ねている。2007年の第51回グラミー賞では、キャリー・アンダーウッドのバックバンドの一員として演奏した。
2009年、マイケル・ジャクソンのコンサート「THIS IS IT」のリード・ギタリストに起用された。このことについて、彼女は
| 「 | マイケルがなぜ私を選んだのか詳しくは知らないんですけど、彼がYouTubeにある私の動画を見てくれて、それを気に入ってくれたのだろうと思います。彼にはギタリストを選ぶ基準があると思いますが、私がそれにあてはまり、「今夜はビート・イット」のソロパートを弾くことになりました。それを聴いたマイケルは喜んでくれて、起き上がったと思ったら私の腕をつかみ、ステージ中を連れまわしてきたんです。そしてこういったんです。「僕のためにもう一回弾いてくれない?」って。その夜、彼は私を雇ってくれました。私は彼が今も生きていてくれたらな、と思います。彼は私に自信をつけてくれたうえに、私はいままでになかったくらい一生懸命練習しました。練習を思い返すと、練習しているのはすべてギターソロの部分だけだと思ってました。でも本当は、それはコードとファンキーなリズムについてだったんです。 | 」 |

と語っている。
コンサートそのものは、6月25日にマイケルが急死したことで幻になったものの、リハーサルを記録した映画『マイケル・ジャクソン THIS IS IT』では、ステージにおける主要なメンバーの1人として取り上げられ、7月7日の追悼コンサートにも出演も相まって、マイケルとの共演が彼女の代表的な実績として語られるようになった。
そして、彼女名義の活動では、アルバム『ビリーヴ』に収録されている「アコーディング・トゥー・ユー」が2009年10月7日付のiTunesシングル・オブ・ザ・ウィークになった。
また、ギターとして「We Are The World 25 Years for Haiti」も参加した。
2012年、日本のロックバンドL'Arc〜en〜Cielのトリビュート・アルバムに参加し、「NEO UNIVERSE」を担当。

## ディスコグラフィ

### スタジオ・アルバム
- Violet Journey (2007年)
- 『ビリーヴ』 - Believe (2009年)
- 『ビリーヴ(II)』 - Believe (II) (2010年) ※上記アルバムの再発盤
- 『ヘヴン・イン・ディス・ヘル』 - Heaven in This Hell (2013年)
- 『O』 (2020年)
- 『Rock Candy』 (2022年)

### コンピレーション・アルバム
- 『ベスト・オブ・オリアンティ...VOL. 1』 - The Best of Orianthi, Vol. 1 (2014年)

### RSO
- 『レディオ・フリー・アメリカ』 - Radio Free America (2018年)

## 映画
- Rock Prophecies (2009年)
- 『マイケル・ジャクソン THIS IS IT』 - Michael Jackson's This Is It (2009年)